# Idrossido di cadmio
L'idrossido di cadmio è un composto chimico ionico molto tossico e dannoso per l'ambiente.

Un'esposizione prolungata alla sostanza provoca danni ai reni e al sistema riproduttivo.

## Batterie nichel-cadmio
La reazione chimica che dava energia nelle oramai superate batterie Ni-Cd produceva, oltre all'idrossido di nichel anche dell'idrossido di cadmio.